# تركيز (علم النفس)

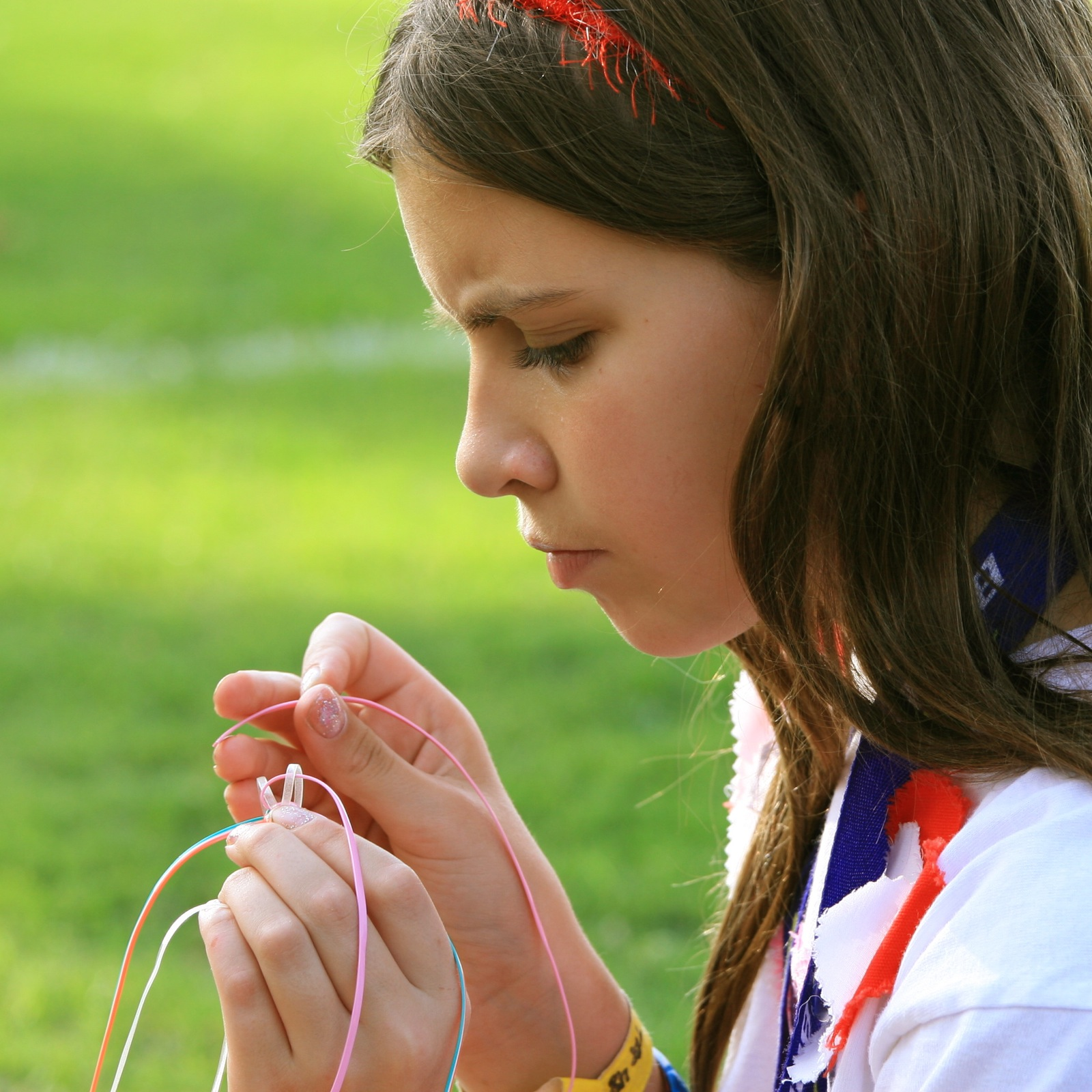
تركيز على مهمة واحدة.

التركيز أو التدفق في علم النفس الإيجابي، هي الحالة العقلية للعملية التي يكون فيها الشخص الذي يؤدي نشاطاً منغمساً تماماً في الشعور بالتركيز والطاقة، والمشاركة الكاملة.اطلقت هذا المصطلح ميهالي كسيسنتميهالي عام 1975، وبعدها انتشر في مجالات كثيرة (خاصة العلاج المهني حيث يتم الاعتراف به كلياً في هذا المجال) انتشارًا واسعًا، مع أن هذا المفهوم كان موجوداً لآلاف السنوات تحت مسميات أخرى، ولا سيما في بعض الديانات الشرقية الآسيوية.

## مكوناته
حدد كلاً من جين ناكامورا وسيكسزنتميهالي العوامل الستة التالية على أنها تكون تجربة التدفق:
1. التركيز المكثف والمركز علي الحاضر واللحظة الحالية[6]
2. دمج الفعل والعمل الفلسفي مع وعي[7]
3. فقدان انعكاس وعي ذاتي[8]
4. الشعور بالرقابة الشخصية والتحكم في النشاط والطاقة[9]
5. تحريف التجربة الزمنية، وتغيير شعور الفرد بالوقت[10]
6. ممارسة النشاط وفقاً لنظام المكافأة[8]

هذه الجوانب يمكن أن تظهر بشكل مستقل عن بعضها البعض، ولكن فقط عندما تتجمع معاً فإنها تشكل ما يسمى  بتجربة تدفق . بالإضافة إلى ذلك، ذكر كاتب علم النفس كندرا شيري ثلاثة مكونات أخرى سردها كسيكسنتميهالي باعتبارها جزءا من تجربة التدفق:
1. «ردود الفعل الفورية»[11]
2. الشعور بأن لديك القدرة على النجاح[12]
3. الشعور بالانغماس في التجربة، بحيث تصبح الاحتياجات الأخرى لا تذكر

وكما هو الحال مع الشروط المذكورة أعلاه، يمكن أن تكون هذه الشروط مستقلة عن بعضها البعض.

## أصل الكلمة
التدفق سمي بذلك لأنه خلال مقابلات سيكسزنتميهالي عام 1975 وصف العديد من الناس تجاربهم في «التدفق» باستخدام مجاز تيار المياه الذي يحملهم باتجاه ما.

## تاريخها
بدأ ميهالي سيكسزنتميهالي وزملاؤه الباحثين بالبحث في التدفق بعد أن أصبح سيكسزنتميهالي مفتونا بالفنانين الذين يتيهون في عملهم وينغمسوا تماماً فيه. الفنانين، وخاصة الرسامين، ينهمكوا جدا في عملهم لدرجة تجعلهم يتجاهلون حاجتهم إلى الغذاء والماء وحتى النوم. وهكذا، فإن أصل البحث على نظرية التدفق جاء عندما حاول سيكسزنتميهالي فهم هذه الظاهرة التي عاشها هؤلاء الفنانين. وأصبحت بحوث التدفق سائدة في الثمانينيات والتسعينات. وقد بدأ الباحثون المهتمون بالتجارب المثلى والتأكيد على التجارب الإيجابية، وخاصة في أماكن مثل المدارس وعالم رجال الأعمال. وقد استخدمت نظرية التدفق إلى حد كبير في نظريات أبراهام ماسلو وكارل روجرز في تطوير التقاليد الإنسانية لعلم النفس.

## كيفية العمل
وفي أي لحظة، هناك قدر كبير من المعلومات المتاحة لكل فرد. وقد وجد علماء النفس أن العقل واحد يمكنه أن يحضر فقط كمية معينة من المعلومات في وقت واحد. وفقا لكسيكسنتميهالي في عام 2004 في مؤتمر تيد الحديث، وهذا العدد هو حول «110 بت من المعلومات في الثانية الواحدة». قد يبدو هذا كماً كبيراً من المعلومات، ولكن المهام اليومية البسيطة تأخذ الكثير جداً من المعلومات. فعلى سبيل المثال مجرد فك خطاب يستغرق حوالي 60 بت من المعلومات في الثانية الواحدة.
في معظم الأحيان (باستثناء المشاعر الجسدية الأساسية مثل الجوع والألم، والتي هي فطرية)، فإن الناس قادرين على تقرير ما يريدون تركيز اهتمامهم عليه. ومع ذلك، عندما يكون المرء في حالة التدفق، فإنه يكون مركزاً تماما علي مهمة واحدة فقط، ودون اتخاذ القرار الواعي للقيام بذلك، وفقدان الوعي والتركيز بالنسبة لجميع الأشياء الأخرى مثل: الوقت، والناس، والانحرافات، وحتى الاحتياجات الجسدية الأساسية. يحدث هذا لأن كل انتباه الشخص في حالة التدفق هو على المهمة التي في متناول اليد.

## القياس
هناك ثلاث طرق شائعة لقياس تجارب التدفق: استبيان التدفق، وطريقة أخذ عينات الخبرة، و «المقاييس الموحدة للنهج المركب».

## الشروط
يمكن الدخول في حالة التدفق أثناء أداء أي نشاط، على الرغم من أنه من المرجح أن يحدث عندما يقوم أحدهم بإخلاص بمهمة أو نشاط ذو دافع ذاتي. الأنشطة السلبية مثل أخذ حمام أو حتى مشاهدة التلفزيون عادة لا تثير تجارب التدفق.
تفترض نظرية التدفق ثلاثة شروط يجب استفائها لتحقيق حالة التدفق:
1. يجب إشراك المرء في نشاط يحتوي على مجموعة واضحة من الأهداف والتقدم. وهذا يضيف الاتجاه والهيكل للمهمة.[26]
2. يجب أن تكون المهمة لها ردود فعل واضحة وفورية. وهذا يساعد الشخص على التعامل مع أي مطالب متغيرة ويسمح له بتعديل الأداء للحفاظ على حالة التدفق.[26][27]
3. يجب أن يكون المرء موازناً جيداً بين تحديات المهمة المطروحة ومهاراتها. يجب أن يكون لدى المرء الثقة في القدرة على إكمال المهمة.[26][28]

وقد نوقشت العديد من مشاكل هذا النموذج في الأدب. أحد هذا المشاكل هي أنه لا يضمن وجود توازن متصور بين التحديات والمهارات التي يفترض أن تكون الشرط المسبق الأساسي لتجارب التدفق. فالأفراد الذين لديهم مستوى منخفض من المهارات ومستوى مرتفع من التحديات (أو العكس) لا يجدون غالباً تناسق بين المهارات والتحديات عندما يكون كلاهما أعلى من المتوسط الفردي.
اقترح شافر (2013) 7 شروط لتحقيق التدفق:
1. معرفة ما يجب القيام به[32]
2. معرفة كيفية القيام بذلك[33]
3. معرفة جيدا كيف تقومون به[34]
4. معرفة إلي أين تذهب [35]
5. التحديات العالية المدركة[36]
6. المهارات عالية[37]
7. التخلص من الملهيات[38]

## التطبيق

### التطبيقات المقترحة من قبل سيكسزنتميهالي مقابل الممارسين الآخرين
فقط سيكسزنتميهالي يبدو أنه قد نشر اقتراحات لتطبيقات خارجية لمفهوم التدفق، مثل أسلوب (ديسين) للملاعب لتسهيل تجربة التدفق. بينما يركز الممارسون الآخرون لمفهوم تدفق كسيكسنتميهالي على الخصائص الجوهرية والداخلية، مثل الروحانية، وتحسين الأداء، أو المساعدة الذاتية.

### التعلم

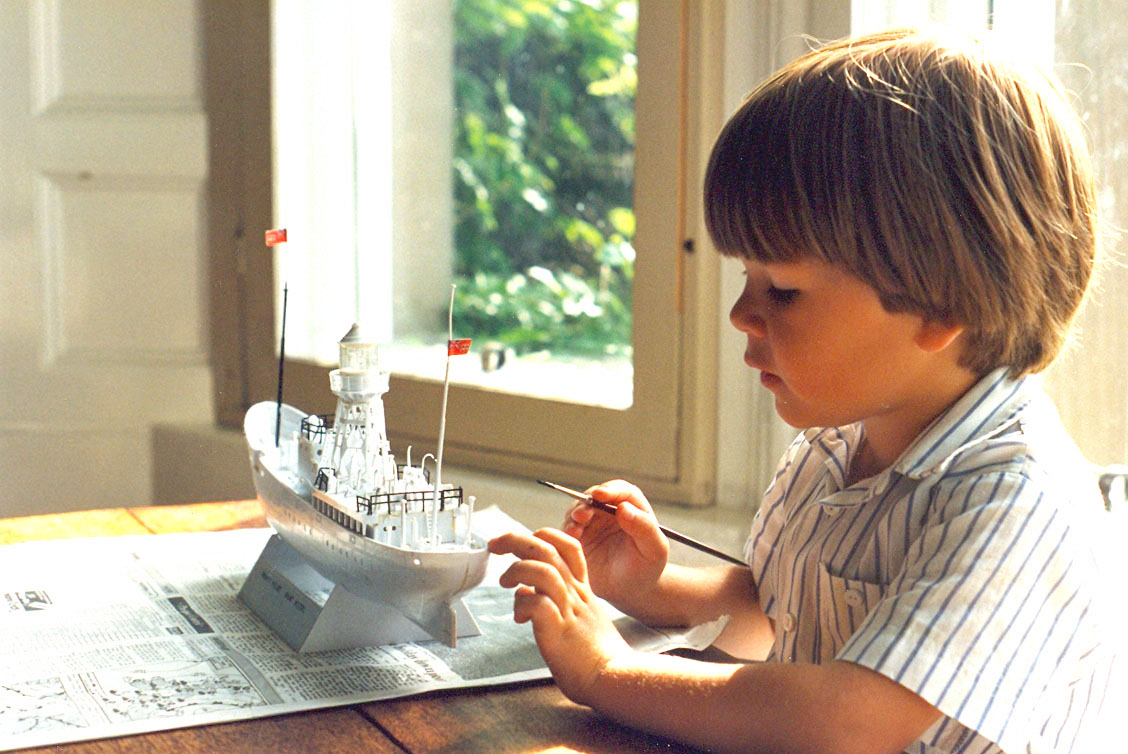
طفل صغير يرسم

في التعليم، فإن مفهوم الإفراط في التعلم يلعب دوراً في قدرة الطالب على تحقيق التدفق. سيكسزنتميهالي قال بأن التعليم الزائد يتمكن العقل من التركيز على تصور الأداء المطلوب.
حوالي عام 2000، تنبه سيكسزنتميهالي إلى أن مبادئ وممارسات أسلوب مونتيسوري للتعليم يبدو أنها وضعت بشكل مقصود فرص التدفق المستمر والخبرات للطلاب. كسيكسنتميهالي وعالم النفس كيفن راثوند شرعوا في دراسة متعددة السنوات من تجارب الطلاب في إعدادات مونتيسوري والبيئات التعليمية التقليدية. وأيد البحث الملاحظات بأن الطلاب حققوا تجارب التدفق أكثر بكثير في إعدادات مونتيسوري.

### الموسيقي
الموسيقيين، وخاصة عازفي السولو، قد يتواجدون في حالة من التدفق أثناء لعب الموسيقي.
وقد أظهرت الأبحاث أن فناني الأداء في حالة تدفق يكون لديهم نوعية عالية من الأداء بعكس عندما لا يكونوا في حالة التدفق. في دراسة أجريت علي عازفي البيانو الكلاسيكي الذين لعبوا معزوفات البيانو عدة مرات للحث على الدخول في حالة التدفق، وجدت علاقة كبيرة بين حالة التدفق لعازف البيانو ومعدل ضربات القلب، وضغط الدم، وعضلات الوجه الرئيسية. فعندما دخل عازف البيانو حالة التدفق، انخفض معدل ضربات القلب وضغط الدم واسترخت عضلات الوجه الرئيسية.

### الرياضة

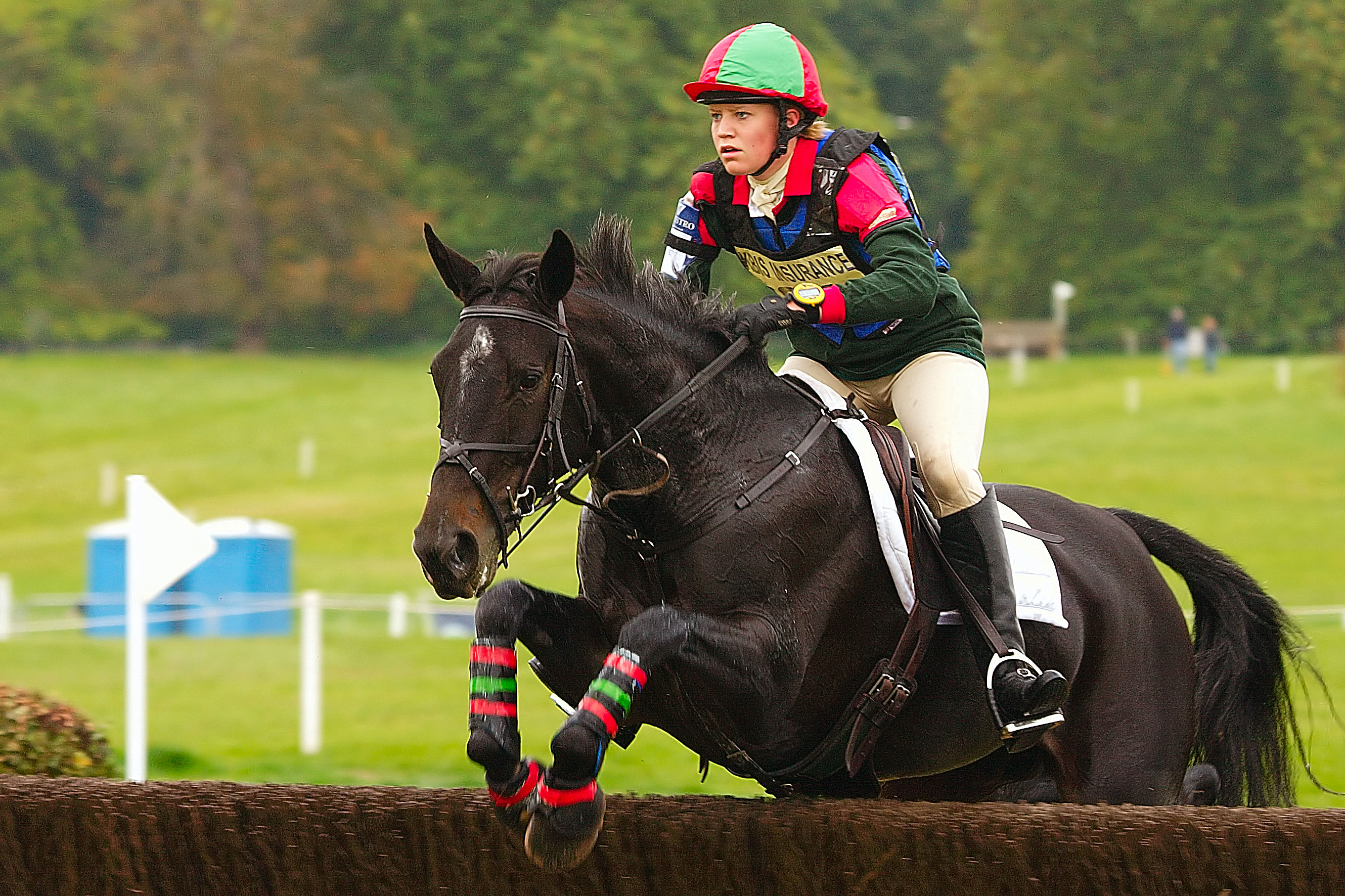
قد يحدث التدفق في الرياضات الصعبة مثل الفروسية.

مفهوم «الوجود في المنطقة» خلال الأداء الرياضي يتناسب مع وصف كسكسنتميهالي لتجربة التدفق، ونظريات وتطبيقات «الوجود في المنطقة» وعلاقتها بالميزة التنافسية الرياضية هي الموضوعات التي تمت دراستها في هذا المجال من علم النفس الرياضي.
ويشير روي بالمر إلى أن «الوجود في المنطقة» قد يؤثر أيضاً على أنماط الحركة لأن التكامل بين الوعي واللاوعي يحسن من التنسيق. العديد من الرياضيين يصفون عدم إرهاقهم في الأداء بينما يحققون أفضل النتائج الشخصية.

### الدين والروحانية
قد يكون كسكسنتميهالي أول من وصف هذا المفهوم في علم النفس الغربي، ولكنه بالتأكيد ليس أول من حدد مفهوم التدفق.
على مدى آلاف السنين، قام ممارسو الديانات الشرقية في آسيا مثل الهندوسية والبوذية والطاوية وبعد ذلك في الصوفية بشحذ الانضباط للتغلب على الازدواجية في الذات كميزة مركزية للتنمية الروحية. وقد طور الممارسون الروحيون مجموعة شاملة جدا من النظريات حول التغلب على الذات، واختبارها وصقلها من خلال الممارسة الروحية بدلا من الصرامة والضوابط المنهجية للعلوم الحديثة.

### تصميم أنظمة حاسوبية ذات دوافع جوهرية
تم دمج تعديل مبسط للتدفق مع نموذج للتكنولوجيا للمساعدة في توجيه تصميم وشرح اعتماد أنظمة الكمبيوتر ذات الدوافع الجوهرية. هذا النموذج، وهو نموذج تبني نظام التحفيز الهادف هو نموذج لتحسين فهم اعتماد أنظمة التحفيز. أنظمة إدارة المعلومات هي أنظمة تستخدم أساسا لتحقيق دوافع المستخدمين الذاتية، مثل الألعاب عبر الإنترنت والعوالم الافتراضية والتسوق عبر الإنترنت والتعليم والتعارف عبر الإنترنت ومستودعات الموسيقى الرقمية والشبكات الاجتماعية والمواد الإباحية عبر الإنترنت.

## الإحترافية والعمل
مطوري البرامج الحاسوبية يشيروا إلي الدخول في حالة التدفق باستخدام مصطلح المنطقة، كثيراً ما يستخدم مشغلو سوق الأسهم مصطلح «في الأنبوب» لوصف الحالة النفسية للتدفق عند التداول خلال الأيام ذات الحجم الكبير وتصحيحات السوق. يستخدم لاعبو البوكر المحترفين مصطلح «لعبة A» عند الإشارة إلى حالة أعلى من التركيز والوعي الاستراتيجي.

### في مكان العمل
تلعب شروط التدفق، التي تعرف بأنها حالة توجد فيها التحديات والمهارات على قدم المساواة، دوراً بالغ الأهمية في مكان العمل. ولأن التدفق يرتبط بالإنجاز، فإن تطوره يمكن أن يكون له آثار ملموسة في زيادة الرضا والإنجاز في مكان العمل. ويعتقد الباحثون في التدفق، مثل سيكسزنتميهالي، أن بعض التدخلات يمكن القيام بها لتعزيز وزيادة التدفق في مكان العمل، من خلالها الناس سوف تكسب «المكافآت الجوهرية التي تشجع على الاستمرار» وتوفير الفوائد. سيكسزنتميهالي يؤكد العثور على الأنشطة والبيئات التي تساعد على التدفق، ومن ثم تحديد وتطوير الخصائص الشخصية لزيادة تجارب التدفق، وتطبيق هذه الأساليب في مكان العمل، يمكن أن تحسن الروح المعنوية من خلال تعزيز الشعور بالسعادة والإنجاز الأكبر، والتي قد تكون مرتبطة مع زيادة الأداء.يقول ميهالي سيكسزنتميهالي في كتابه «العمل الجيد هو: القيادة والتدفق وصنع المعنى».
من أجل تحقيق التدفق، يضع سيكسزنتميهالي الشروط الثلاثة التالية:
1. الأهداف واضحة
2. التعليقات فورية
3. توازن بين الفرص والقدرات

## النتائج

### التجارب الإيجابية
كتب سيكسزنتميهالي تشير إلى أن تعزيز الوقت الذي نقضيه في التدفق يجعل حياتنا أكثر سعادة وناجحة. وتهدف تجارب التدفق إلى تأثير إيجابي فضلا عن أداء أفضل. فعلى سبيل المثال، انخفض السلوك الجانح لدى المراهقين بعد سنتين من تعزيز التدفق من خلال الأنشطة.
الناس الذين لديهم خبرة في التدفق، تصف المشاعر التالية:
1. الانغماس التام في ما نقوم به - تركيز.
2. شعور اللنشوة - نتيجة لكوننا خارج الواقع اليومي.[69]
3. الوضوح الداخلي الكبير - معرفة ما يجب القيام به، ومدى ما نقوم به.[70][71]
4. معرفة أن النشاط قابل للتنفيذ - مهاراتنا هي كافية لهذه المهمة.[72]
5. شعور بالصفاء - لا تقلق بالشعور المتزايد خارج حدود الأنا.[73]
6. الخلود - التركيز بدقة على الحاضر، الساعات تمر كأنها دقائق.[74]
7. الدافع الذاتي.[75][76]